# Зіньйо Вангойсден
Зіньйо Вангойсден (нід. Zinho Vanheusden, нар. 29 липня 1999, Гасселт, Бельгія) — бельгійський футболіст, центральний захисник італійського «Інтернаціонале». На умовах оренди виступає за бельгійський клуб «Мехелен».

## Ігрова кар'єра

### Клубна
Зіньйо Вангойсден є вихованцем клубу «Стандард». У 2015 році міланський «Інтернаціонале» за 1 млн євро викупив трансфер молодого гравця і деякий час Вангойсден грав у складі прімавери міланського клубу. Та у 2018 році для набуття ігрової практики футболіст повернувся до «Стандарда» на правах оренди. А за рік бельгійський клуб повністю викупив контракт свого вихованця.
Провів чотири сезони у «Стандарді», після чого 13 липня 2021 року знову уклав контракт з «Інтернаціонале», який за тиждень віддав гравця в оренду до «Дженоа». Протягом сезону 2021/22, проведеного в Генуї, взяв участь лише в 14 іграх Серії A.
Після повернення до «Інтера» в липні 2022 був відданий в оренду з правом викупу до нідерландського АЗ (Алкмар).

### Збірна
У 2016 році у складі юнацької збірної Бельгії U-17 Вангойсден брав участь у юнацькому чемпіонаті Європи, що проходив у Азербайджані.
У жовтні 2020 року у товариському матчі проти команди Кот-д'Івуару Зіньйо Вангойсден дебютував у складі національної збірної Бельгії.

## Особисте життя
Своє ім'я Вангойсден отримав на честь бразильського футболіста Зіньйо.

## Статистика виступів

### Статистика клубних виступів
Станом на 20 травня 2022
| Сезон                      | Команда                    | Чемпіонат                  | Чемпіонат | Чемпіонат | Національний кубок | Національний кубок | Національний кубок | Континентальні кубки | Континентальні кубки | Континентальні кубки | Інші змагання | Інші змагання | Інші змагання | Усього | Усього | Усього |
| Сезон                      | Команда                    | Ліга                       | Ігор      | Голів     | Ліга               | Ігор               | Голів              | Ліга                 | Ігор                 | Голів                | Ліга          | Ігор          | Голів         | Ігор   | Голів  |        |
| -------------------------- | -------------------------- | -------------------------- | --------- | --------- | ------------------ | ------------------ | ------------------ | -------------------- | -------------------- | -------------------- | ------------- | ------------- | ------------- | ------ | ------ | ------ |
| 2016–17                    | «Інтернаціонале»           | A                          | 0         | 0         | КІ                 | 0                  | 0                  | ЛЄ                   | 0                    | 0                    | -             | -             | -             | 0      | 0      |        |
| 2017-січ. 2018             | «Інтернаціонале»           | A                          | 0         | 0         | КІ                 | 0                  | 0                  | -                    | -                    | -                    | -             | -             | -             | 0      | 0      |        |
| Усього за «Інтернаціонале» | Усього за «Інтернаціонале» | Усього за «Інтернаціонале» | 0         | 0         |                    | 0                  | 0                  |                      | 0                    | 0                    |               | -             | -             | 0      | 0      |        |
| січ.-черв. 2018            | «Стандард»                 | Д1                         | 0+1       | 0         | КБ                 | 0                  | 0                  | -                    | -                    | -                    | -             | -             | -             | 1      | 0      |        |
| 2018–19                    | «Стандард»                 | Д1                         | 21+5      | 1+1       | КБ                 | 0                  | 0                  | ЛЄ                   | 4                    | 0                    | -             | -             | -             | 30     | 2      |        |
| 2019–20                    | «Стандард»                 | Д1                         | 20        | 1         | КБ                 | 3                  | 0                  | ЛЄ                   | 5                    | 1                    | -             | -             | -             | 28     | 2      |        |
| 2020–21                    | «Стандард»                 | Д1                         | 8+4       | 0         | КБ                 | 0                  | 0                  | ЛЄ                   | 5                    | 0                    | -             | -             | -             | 17     | 0      |        |
| Усього за «Стандард»       | Усього за «Стандард»       | Усього за «Стандард»       | 49+10     | 2+1       |                    | 3                  | 0                  |                      | 14                   | 1                    |               | -             | -             | 76     | 4      |        |
| 2021–22                    | «Дженоа»                   | A                          | 14        | 0         | КІ                 | 2                  | 0                  | -                    | -                    | -                    | -             | -             | -             | 16     | 0      |        |
| Усього за кар'єру          | Усього за кар'єру          | Усього за кар'єру          | 63+10     | 3         |                    | 5                  | 0                  |                      | 14                   | 1                    |               | -             | -             | 92     | 4      |        |

### Статистика виступів за збірну
Станом на 20 травня 2022
| Дата      | Місто    | Господарі | Результат | Гості       | Турнір           | Голи | Примітки |
| --------- | -------- | --------- | --------- | ----------- | ---------------- | ---- | -------- |
| 8-10-2020 | Брюссель | Бельгія   | 1 – 1     | Кот-д'Івуар | товариський матч | -    | 68'      |
| Усього    |          | Матчів    | 1         |             | Голів            | 0    |          |

| Дата       | Місто           | Господарі | Результат | Гості     | Турнір                             | Голи | Примітки |
| ---------- | --------------- | --------- | --------- | --------- | ---------------------------------- | ---- | -------- |
| 5-9-2017   | Ауд-Геверле     | Бельгія   | 0 – 0     | Туреччина | Кваліфікація молодіжного Євро-2019 | -    |          |
| 7-9-2018   | Та-Калі         | Мальта    | 0 – 4     | Бельгія   | Кваліфікація молодіжного Євро-2019 | -    |          |
| 11-9-2018  | Будапешт        | Угорщина  | 0 – 3     | Бельгія   | Кваліфікація молодіжного Євро-2019 | -    |          |
| 11-10-2018 | Удіне           | Італія    | 0 – 1     | Бельгія   | Товариський матч                   | -    | 46'      |
| 16-10-2018 | Кальмар (місто) | Швеція    | 0 – 3     | Бельгія   | Кваліфікація молодіжного Євро-2019 | -    | 64'      |
| 15-11-2018 | Клуж-Напока     | Румунія   | 3 – 3     | Бельгія   | Товариський матч                   | -    | 46'      |
| 20-3-2019  | Слагельсе       | Данія     | 3 – 2     | Бельгія   | Товариський матч                   | -    | 33' 46'  |
| 15-10-2019 | Ауд-Геверле     | Бельгія   | 4 – 1     | Молдова   | Кваліфікація молодіжного Євро-2021 | 1    |          |
| 17-11-2019 | Фрайбург        | Німеччина | 2 – 3     | Бельгія   | Кваліфікація молодіжного Євро-2021 | 1    | кап.     |
| 8-9-2020   | Ауд-Геверле     | Бельгія   | 4 – 1     | Німеччина | Кваліфікація молодіжного Євро-2021 | -    | 66' 82'  |
| 13-10-2020 | Тирасполь       | Молдова   | 1 – 0     | Бельгія   | Кваліфікація молодіжного Євро-2021 | -    | 46'      |
| Усього     |                 | Матчів    | 11        |           | Голів                              | 2    |          |